# イトシセツナナミダ
「イトシセツナナミダ」は、Peaky SALTのデビューシングル。

## 解説
2008年11月26日発売。作詞は三浦祐太朗（#1,2）、作曲は古銭友一郎（#1,2）。
インディーズでライブ活動を活動の主としていたPeaky SALTにとって、初のメジャーレーベルからの作品発表となる。
ジャケットデザインおよびタイトル曲「イトシセツナナミダ」のPVイラストはイラストレーターの木村敏子が手掛けた。PVは後にもう1種類、メンバーの演奏シーンを収めたものが制作されている。
「イトシセツナナミダ」は、ハウス食品『うるおい美率』CMソングに使用され、メンバー全員が出演した。カップリング曲「There's No Otherway」は、イギリスのロックバンド・ブラーの1991年発表の楽曲のカバーである。

## 収録曲
1. イトシセツナナミダ
  - ハウス食品『うるおい美率』CMソング
  - 第62回福岡国際マラソン大会イメージソング
  - 日本テレビ系『音楽戦士 MUSIC FIGHTER』2008年12月度POWER PLAY
  - BSフジ・テレビ静岡『めざましテレビ公認 わがまま!気まま!旅気分』「冬の清水・満喫旅 絶景富士山&ご当地グルメ」放送回エンディングテーマ
  - 中京テレビ『SAKAE TA☆RO』2009年1月度エンディングテーマ
  - テレビ愛知『a-ha-N varie』2009年2月度エンディングテーマ
2. 僕なりのラブソング
3. There's No Otherway